# Банк Лаосской Народно-Демократической Республики
Банк Лаосской Народно-Демократической Республики (лаос. ທະນາຄານແຫ່ງ ສປປ ລາວ) — центральный банк Лаоса.

## История
В 1893 году на Французский Лаос было распространено действие закона от 24 декабря 1878 года о введении единой денежной единицы — индокитайского пиастра. Фактически пиастр появился в обращении в 1896 году. Эмиссию пиастра производил французский Банк Индокитая.
После провозглашения независимости Лаоса в 1945 году Министерство экономики и финансов Лаоса в 1945—1946 годах выпускало банкноты в кипах и атах. С восстановлением французского протектората выпуск этих банкнот прекратился.
В декабре 1951 года указом короля одобрено участие Лаоса в Эмиссионном институте Индокитая.
Указом от 25 декабря 1954 года отделение Эмиссионного института реорганизовано в государственный Национальный банк Лаоса. 6 мая 1955 года банк начал выпуск национальной денежной единицы — кип, заменивший индокитайский пиастр в соотношении 1:1.
В результате начавшейся в 1960 году гражданской войны денежное обращение Лаоса оказалось разделённым на две зоны. В зоне, находившейся под управлением королевского правительства, выпускались банкноты Национального банка Лаоса «кипы Вьентьяна». В зоне, находившейся под контролем патриотических сил, в обращении использовались также «кипы Хангхай», выпускавшиеся созданным в 1961 году правительством принца Суванна Фума казначейством.
7 октября 1968 года исполнительный комитет Патриотического фронта Лаоса принял решение о создании Центрального казначейства и выпуске в обращение «кипа освобождения». Предусматривалось в дальнейшем преобразование казначейства в центральный банк. Центральное казначейство объединило казначейства освобождённых провинций. После окончания военных действий в 1973 году Центральное казначейство переименовано в Банк Лаоса.
Объединение двух зон денежного обращения началось после провозглашения республики в декабре 1975 года. Банк Лаоса объединён с Национальным банком Лаоса и национализированными банками — Банком Индокитая, Банком развития Королевства Лаос, Лаовьенг банком. Банк получил название — Национальный банк. В 1981 году банк переименован в Государственный банк.
В июне 1990 года Государственный банк переименован в Банк Лаосской Народно-Демократической Республики.